# Last Ferry
Last Ferry je americký hraný film z roku 2019, který režíroval Jaki Bradley. Snímek měl světovou premiéru na BFI Flare London LGBTQ+ Film Festival dne 23. března 2019.

## Děj
Mladý právník Joseph přijíždí z Manhattanu na výlet na ostrov Fire. Přijíždí za zábavou, ale na místě zjistí, že hlavní sezóna ještě nezačala. Při seznámení s místním mladíkem je však zdrogován a okraden. Ve stavu částečného bezvědomí se Joseph stane svědkem vraždy. Podaří se mu utéct, ale ztratí vědomí. Probudí se v péči Camerona, který zde bydlí v pronajatém domě. Postupně se do Camerona zamiluje a seznámí se s jeho přáteli. Na vraždu postupně zapomíná, nicméně vrah se vrací, neboť patří mezi Cameronovy přátele.

## Obsazení
| Ramon O. Torres   | Joseph  |
| Myles Clohessy    | Rafael  |
| Sheldon Best      | Cameron |
| Henry Ayres-Brown | Shawn   |
| Tyler Gardella    | Frank   |